# Max-Planck-Institut für ausländisches öffentliches Recht und Völkerrecht
Das Max-Planck-Institut für ausländisches öffentliches Recht und Völkerrecht (Max Planck Institute for Comparative Public Law and International Law) wurde im Jahr 1949 von der Max-Planck-Gesellschaft (MPG) gegründet und hat seinen Sitz in Heidelberg. Das heutige Institutsgebäude liegt im nördlichen, zum Stadtteil Handschuhsheim gehörenden, Teil des Neuenheimer Feldes.
Das Institut wird regulär von zwei Direktoren geleitet, wobei die Geschäftsleitung im zweijährigen Turnus zwischen den Direktoren wechselt. Bis Ende 2012 waren die Direktoren des Instituts Rüdiger Wolfrum (seit 1993) und Armin von Bogdandy (seit 2002). 2013 wurde Anne Peters Nachfolgerin von Wolfrum.

## Geschichte
1924 wurde in Berlin-Dahlem das Kaiser-Wilhelm-Institut für ausländisches öffentliches Recht und Völkerrecht gegründet, das aus einer Stiftung des Unternehmers Carl Leopold Netter von 1916/18 hervorging. Erster Direktor des Instituts war Viktor Bruns. Im Zweiten Weltkrieg wurde die Bibliothek nach Mecklenburg ausgelagert, nach dem Krieg kehrte sie zurück. Nach Bruns’ Tod im September 1943 war bis zum Sommer 1946 Carl Bilfinger Direktor des Instituts, der sein Amt aber bereits von Heidelberg aus wahrnahm, weshalb vor Ort in Berlin kommissarisch Karl von Lewinski das Institut leitete.
Nachfolger Lewinskis wurde der Diplomat Erich Kraske (1881–1954), der die Einbindung des Instituts in die Deutsche Forschungshochschule zunehmend kritischer sah. In seine Amtszeit fällt dann 1949 die Gründung des MPI für ausländisches öffentliches Recht und Völkerrecht in Heidelberg unter der Leitung von Carl Bilfinger. Dieser hegte für das „Berliner Fragment“ keine großen Sympathien mehr und favorisierte dessen Auflösung bzw. die Überführung nach Heidelberg. Dem standen aber die Interessen des Berliner Senats entgegen, der seinerseits von der MPG „den Wiederaufbau des Berliner Instituts zu einer vollwertigen Forschungsstätte“ forderte.
Die unterschiedlichen Vorstellungen über die Zukunft des Berliner Instituts entwickelten sich vor dem Hintergrund der sich abzeichnenden Auflösung der Deutschen Forschungshochschule. Dem Wunsch des Berliner Senats zu folgen, hätte für die MPI bedeutet, zwei namensgleiche Institute zu betreiben, weshalb nach Alternativlösungen gesucht wurde. Letztlich aber wurde am 1. Juli 1953 aus dem Kaiser-Wilhelm-Institut für ausländisches öffentliches Recht und Völkerrecht die „Abteilung Berlin“ des Heidelberger MPI. Das bedeutete zunächst noch die Suche nach neuen Arbeitsschwerpunkten für das Berliner Institut, führte allerdings unter Hermann Mosler bald zu einer allmählichen Abwicklung der „Abteilung Berlin“. Zuerst wanderten Teile der Bibliothek nach Heidelberg, und im Sommer 1960, nach einer Einigung mit dem Berliner Senat, konnte dann auch das Institut selber nach Heidelberg überführt werden. Die noch in Berlin verbliebenen Teile der Bibliothek wurden als Leihgabe der Max-Planck-Gesellschaft der Freien Universität Berlin überlassen.

## Profil
Das Institut ist eine der renommiertesten Einrichtungen im deutschsprachigen Raum, an der zu Fragen des Völkerrechts, des Europarechts, der Rechtsvergleichung im öffentlichen Recht sowie den theoretischen Grundlagen transnationalen Rechts geforscht wird. Direktoren und ehemalige Direktoren des Instituts haben die Bundesregierung und andere staatliche Stellen in vielen Fällen beraten und sind vor verschiedenen Gerichten für sie aufgetreten. So vertrat z. B. Jochen Abr. Frowein die Bundesregierung vor dem Internationalen Gerichtshof in dem Fall Certain Properties (Liechtenstein v. Deutschland). Darüber hinaus haben sie herausragende nationale und internationale Positionen bekleidet, v. a. an internationalen Gerichtshöfen.
Bekannte ehemalige Mitglieder oder Gastforscher:
- Hermann Mosler, Richter am Europäischen Gerichtshof für Menschenrechte (1959–1976), Richter am Internationalen Gerichtshof (1976–1985);
- Rudolf Bernhardt, Richter am Europäischen Gerichtshof für Menschenrechte;
- Jochen Abr. Frowein, Mitglied der Europäischen Kommission für Menschenrechte (1977–1993);
- Rüdiger Wolfrum, Richter am Internationalen Seegerichtshof (seit 1996, Präsident von 2005 bis 2008);
- Armin von Bogdandy, Mitglied des Wissenschaftsrats der Bundesrepublik Deutschland (2005–2008), Richter am Europäischen Kernenergiegericht (seit 2001, Präsident seit 2006);
- Anja Seibert-Fohr, Richterin am Europäischen Gerichtshof für Menschenrechte (seit Januar 2020);
- Julia Hänni, Richterin am Schweizerischen Bundesgericht (seit 2019);[4]
- Stephan Breitenmoser, Professor an der Universität Basel und Richter am Schweizerischen Bundesverwaltungsgericht;
- Martin Kayser, Richter am Schweizerischen Bundesverwaltungsgericht.[5]

Die Bibliothek des Instituts, die auch die wichtigsten Teile der Bibliothek des ehemaligen Kaiser-Wilhelm-Instituts für ausländisches öffentliches Recht und Völkerrecht aus Berlin umfasst, beherbergt mit über 615.000 Bänden die größte Sammlung zum Völkerrecht, Europarecht und öffentlichen Recht in Europa. Ihr Leiter ist Johannes Mikuteit (seit 1. September 2015).
Von den Institutsdirektoren werden verschiedene Schriftenreihen herausgegeben. Dazu zählt die Monographie-Reihe Beiträge zum ausländischen öffentlichen Recht und Völkerrecht, ferner die vierteljährlich erscheinende Zeitschrift für ausländisches öffentliches Recht und Völkerrecht (englisch/deutsch, englischer Titel: Heidelberg Journal of International Law), sowie das jährlich erscheinende Max Planck Yearbook of United Nations Law (engl.). Weiterhin ist am Institut die Redaktion des Journal for the History of International Law angesiedelt, zu dessen Herausgebern Rüdiger Wolfrum gehört.
Bekannt ist das Institut außerdem durch die von dem ehemaligen Direktor Rudolf Bernhardt in den ersten beiden Auflagen herausgegebene mehrbändige Encyclopedia of Public International Law, die 2012 unter der Herausgeberschaft von Rüdiger Wolfrum als Max Planck Encyclopedia of Public International Law neu aufgelegt worden ist.
Das Institut ist nicht in Abteilungen gegliedert. Es bestehen allerdings Referate für das Recht verschiedener Staaten, europäischer und internationaler Organisationen, für Grundfragen des Völkerrechts sowie völkerrechtliche Spezialgebiete. Ein Referat wird jeweils von einem oder mehreren Mitarbeitern betreut.

## Max Planck Law
Das Institut ist Mitglied des Doktoranden- und Postdoktoranden-Forschungsnetzwerks "Max Planck Law", das Veranstaltungen organisiert und die Karriereentwicklung fördert.

## Direktoren
- Carl Bilfinger (1950–1954), zuvor Direktor des Kaiser-Wilhelm-Instituts für ausländisches öffentliches Recht und Völkerrecht in Berlin
- Hermann Mosler (1954–1980)
- Karl Doehring (1980–1987)
- Rudolf Bernhardt (1970–1993)
- Helmut Steinberger (1987–1997)
- Jochen Frowein (1981–2002)
- Rüdiger Wolfrum (1993–2012)
- Armin von Bogdandy (seit 2002)
- Anne Peters (seit 2013)